# Tour de France 2006/4. Etappe
Die 4. Etappe der Tour de France 2006 am 5. Juli führte die verbliebenen 172 Fahrer vom belgischen Huy, bestens bekannt als Zielort des Frühjahrsklassikers Flèche Wallonne, über 207 km zurück nach Frankreich nach Saint-Quentin.
Wie bereits an den vorangegangenen Tagen wurde die Etappe lange Zeit von einer Ausreißergruppe geprägt. Nachdem Egoi Martínez bei km 18,5 angegriffen hatte, gesellten sich Laurent Lefèvre, Cédric Coutouly, Christophe Mengin und Bahn-Olympiasieger Bradley Wiggins zu ihm. Martínez und Lefèvre wurden jedoch als letzte „Überlebende“ der Spitzengruppe, zwei Kilometer vor dem Ziel gestellt.
Den Sieg sicherte sich Robbie McEwen im Sprint des Hauptfeldes. Dabei gab es noch einen Sturz des neuseeländischen Crédit-Agricole-Fahrers Julian Dean. Mit seinem zehnten Tour-Sieg sicherte sich McEwen zugleich das Grüne Trikot des Punktbesten. Die anderen Trikots wurden von ihren Trägern erfolgreich verteidigt.
Der Sprinter Thor Hushovd, zunächst als Etappenvierter gewertet, wurde im Anschluss des Rennens wegen irregulären Sprintens auf die letzte Position zurückgesetzt.

## Zwischensprints
1. Zwischensprint in Beaumont (103 km)
| Erster  | Egoi Martínez   | 6 P. und 6 s |
| Zweiter | Laurent Lefèvre | 4 P. und 4 s |
| Dritter | Cédric Coutouly | 2 P. und 2 s |

2. Zwischensprint in Sains-du-Nord (135,5 km)
| Erster  | Egoi Martínez     | 6 P. und 6 s |
| Zweiter | Christophe Mengin | 4 P. und 4 s |
| Dritter | Laurent Lefèvre   | 2 P. und 2 s |

3. Zwischensprint in Bernot (188 km)
| Erster  | Egoi Martínez     | 6 P. und 6 s |
| Zweiter | Laurent Lefèvre   | 4 P. und 4 s |
| Dritter | Christophe Mengin | 2 P. und 2 s |

## Bergwertungen
Côte de Peu d’Eau, Kategorie 3 (13 km)
| Erster  | Jérôme Pineau      | 4 P. |
| Zweiter | David de la Fuente | 3 P. |
| Dritter | Fabian Wegmann     | 2 P. |
| Vierter | Pierrick Fédrigo   | 1 P. |

Côte de Falaën, Kategorie 4 (57,5 km)
| Erster  | Laurent Lefèvre | 3 P. |
| Zweiter | Egoi Martínez   | 2 P. |
| Dritter | Cédric Coutouly | 1 P. |

- Siehe auch: Fahrerfeld